# Idaea laevigaria
Idaea laevigaria là một loài bướm đêm trong họ Geometridae.